# Euphorbia qarad
Euphorbia qarad är en törelväxtart som beskrevs av Albert Deflers. Euphorbia qarad ingår i släktet törlar, och familjen törelväxter. Inga underarter finns listade i Catalogue of Life.